# Cantonul Plouha
Cantonul Plouha este un canton din arondismentul Saint-Brieuc, departamentul Côtes-d'Armor, regiunea Bretania, Franța.

## Comune
- Lanleff
- Lanloup
- Pléhédel
- Plouha (reședință)
- Pludual